# Bell Boy
Bell Boy est une chanson du groupe britannique The Who, parue sur le double album-concept Quadrophenia en 1973. C'est le quatorzième titre de l'album, soit la quatrième chanson du second disque.

## Caractéristiques
Jimmy, le héros de l'histoire racontée par l'album, déambule sur les plages de Brighton. C'est alors qu'il rencontre un Face (leader Mod), personnage qu'il admirait plus que tout, employé comme groom dans un hôtel que lui et ses camarades avaient attaqué quelque temps plus tôt. Pete Townshend, l'auteur, décrit cela en ces termes:
« Il [Jimmy] rencontre un vieux Ace Face qui est à présent un groom au même hôtel que les mods avaient défoncé. Et il regarde Jimmy avec un mélange de pitié et de mépris, vraiment, et lui dit en effet:"Regarde, mon travail est de la merde et ma vie est une tragédie. Mais toi, regarde-toi, tu es mort!" »
Cette chanson présente le thème, ou leitmotiv symbolisant Keith Moon (voir l'article concerné). À l'instar de The Punk and the Godfather, ce titre présente un dialogue entre Jimmy et un autre personnage. Ainsi, Roger Daltrey chante les sentiments du héros, tandis que Keith Moon en personne joue l'Ace Face. Le batteur chante avec une voix gouailleuse possédant un grotesque accent cockney (cependant, on peut l'entendre avec sa voix naturelle lors de quelques vers). Bien que cet effet soit comique (faisant honneur à la réputation de Moon), la chanson en elle-même n'est pas particulièrement joyeuse. On peut parfois percevoir une atmosphère sombre, presque tragique. 
Au point de vue musical, on peut retenir la partie de batterie, notamment les roulements lors de l'introduction, qui montrent une nouvelle fois la créativité de Moon en matière de rythmique. 
La chanson a été enregistrée le premier juin 1973.
Lors de la tournée de 1996, le rôle du Groom était interprété par Billy Idol. D'autre part, dans le film homonyme, ce personnage était joué par Sting.